# Crăciunelu de Jos (Alba)
Crăciunelu de Jos (allemand : Christendorf, hongrois : Alsókarácsonfalva) est une commune du județ d'Alba en Roumanie. Sa population s'élevait à 1 954 habitants en 2011.

## Villages
Elle se compose d'un seul village : Crăciunelu de Jos.

## Démographie
Lors du recensement de 2011, 93,29 % de la population se déclarent roumains et 2,96 % comme hongrois (2,96 % ne déclarent pas d'appartenance ethnique et 0,76 % déclarent appartenir à une autre ethnie).

## Politique
| Parti | Parti                                      | Sièges |
| ----- | ------------------------------------------ | ------ |
|       | Parti national libéral (PNL)               | 8      |
|       | Parti social-démocrate (PSD)               | 2      |
|       | Alliance des libéraux et démocrates (ALDE) | 1      |